# Miniopterus petersoni
Miniopterus petersoni es una especie de murciélago de la familia Vespertilionidae.

## Distribución geográfica
Es  endémica de Madagascar.  